# Cinema Paradiso
Pour plus de détails, voir Fiche technique et Distribution.
Cinema Paradiso (Nuovo Cinema Paradiso) est un drame italo-français co-écrit et réalisé par Giuseppe Tornatore, sorti en 1988.
À Rome, à la fin des années 1980, Salvatore vient d'apprendre la mort de son vieil ami Alfredo. Par cette nouvelle, c'est toute son enfance qui remonte à la surface : son village natal, en Sicile, quand on l'appelait Totò et qu'il partageait son temps libre entre l'église (où il était enfant de chœur) et la salle de cinéma paroissiale, où régnait Alfredo, le projectionniste qui, au travers des films qu'il projetait, lui apprenait la vie.

## Synopsis
Depuis qu'il a quitté Giancaldo, le village de Sicile dont il est originaire, Salvatore Di Vita n'y est plus jamais revenu. Dans les années 1980, il vit à Rome depuis 30 ans, où il est devenu un cinéaste célèbre.
Un soir, lorsqu'il rentre chez lui, il reçoit un appel de sa mère annonçant la mort d'un certain Alfredo. Pendant la nuit, le souvenir d'Alfredo renvoie Salvatore quarante ans en arrière, le replonge dans son enfance, son village, parmi les personnages qui l'ont peuplé.
À la fin des années 1940, Salvatore (qu'on surnommait alors Totò) est un enfant pauvre qui vit avec sa sœur et sa mère dans l'attente du retour de son père, envoyé combattre en Russie. Il est enfant de chœur pour Don Adelfio, à la fois curé, gérant de la salle de cinéma paroissiale (le Cinema Paradiso) et comité de censure : avant projection publique, il fait couper par le projectionniste Alfredo chaque scène qu'il juge « impudique » (simple baiser ou corps dénudé).
Fasciné par le septième art, Totò essaye en vain d'assister en cachette à ces projections privées et de voler quelques photogrammes coupés par Alfredo, qui au début se montre un peu revêche, importuné par les intrusions du gamin dans sa cabine de projection. Malgré l'opposition de sa mère, Totò commence à le fréquenter assidûment.
Il ne tarde pas à faire appel au bon cœur de son vieil ami : à l'occasion des épreuves du certificat d'études, Alfredo et le garçonnet se retrouvent dans la même salle d'examen. Le projectionniste, qui est illettré, tente alors d'obtenir des réponses de son jeune ami. Totò passe alors avec lui un accord : en échange des solutions de l'épreuve, le projectionniste lui enseignera toutes les ficelles du métier.
Un soir cependant, alors que la salle doit fermer, et que le public réclame à grands cris une deuxième projection de Les Pompiers chez les pin up (I Pompieri di Viggiù), Alfredo et Totò décident de le satisfaire en projetant le film à l'extérieur, sur la façade d'une maison. Mais une distraction d'Alfredo provoque un incendie qui rapidement se propage à toute la cabine de projection. Totò réussit à sauver son ami, mais ce dernier, les yeux brûlés, reste aveugle.
Grâce à Spaccafico, un villageois originaire de Naples devenu millionnaire au Totocalcio (it), la salle de cinéma est reconstruite et prend le nom de Nuovo Cinema Paradiso. C'est le début d'une nouvelle aventure pour Totò, puisque c'est lui désormais qui projette les films, et qu'ils ne sont plus censurés par le curé. Il retrouve Alfredo, désormais guéri mais devenu infirme. Durant cette période, Totò, devenu adolescent, fait la connaissance d'Elena, étudiante, fille de bourgeois aisés. Une idylle se noue, que la belle-famille n'apprécie pas.
Pendant que Totò fait son service militaire à Rome, il perd complètement la trace d'Elena, partie avec sa famille s'installer sur le continent. De retour à la vie civile, il retrouve Alfredo, confiant dans ses dons artistiques, qui lui conseille alors d'abandonner la Sicile pour toujours et d'aller faire sa vie à Rome. Salvatore, resté fidèle au dernier conseil d'Alfredo, ne revient pas en Sicile avant 30 ans, à la mort de son vieil ami. Après ce dernier souvenir, Salvatore revient à la réalité présente. Il a fait carrière dans l'industrie cinématographique : il est aujourd'hui un réalisateur riche et célèbre, mais, hanté par le souvenir d'Elena, n'est pas satisfait de sa vie privée.
L'enterrement d'Alfredo est alors l'occasion de revenir en Sicile et de renouer avec son passé. Devenu un cinéma érotique avant de fermer ses portes, il y a presque six ans, le Nuovo Cinema Paradiso est à l'abandon. Il vient d'être vendu à la ville pour être remplacé par un parking. Salvatore ne peut qu'assister impuissant à sa démolition. Salvatore rentre ensuite à Rome avec une bobine de film qu'Alfredo avait laissée à sa veuve pour lui. Il visionne dès son arrivée ce film, qui est un montage de toutes les séquences coupées par la censure du curé. 

## Fiche technique
- Titre francophone : Cinema Paradiso
- Titre original : Nuovo Cinema Paradiso
- Réalisation : Giuseppe Tornatore
- Scénario : Vanna Paoli (it) et Giuseppe Tornatore
- Assistants réalisateurs : Giuseppe Giglietti et Pietra Tornatore
- Musique : Ennio Morricone et Andrea Morricone
- Photographie : Blasco Giurato
- Montage : Mario Morra
- Son : Franco Finetti
- Effets spéciaux : Danilo Bollettini et Giovanni Corridori (it)
- Décors : Andrea Crisanti
- Costumes : Beatrice Bordone (en)
- Production : Franco Cristaldi, Giovanna Romagnoli, Gabriella Carosio, Alexandre Mnouchkine
- Sociétés de production : Cristaldifilm, RAI, Les Films Ariane, TF1 Films Production
- Société(s) de distribution : Ariane Distribution (France), Titanus (Italie), Miramax (États-Unis)
- Pays de production :  Italie,  France
- Langue : italien
- Genre : drame
- Durée : 123 minutes, 167 minutes (Director's Cut)
- Format : couleur - 1,66:1 - Dolby Digital
- Dates de sortie :
  - Italie : 28 septembre 1988 (Bari Europa Cinema festival), 17 novembre 1988 (sortie nationale)
  - France : 21 mai 1989 (Festival de Cannes), 20 septembre 1989 (sortie nationale)
- Affiche : Jouineau Bourduge (France)

## Distribution
- Philippe Noiret : Alfredo
- Salvatore Cascio : Salvatore « Totò » enfant
  - Marco Leonardi : Salvatore adolescent
  - Jacques Perrin : Salvatore adulte
- Leopoldo Trieste : le père Adelfio
- Antonella Attili : Maria
  - Pupella Maggio : Maria âgée
- Enzo Cannavale : Spaccafico
- Isa Danieli : Anna
- Leo Gullotta : Usher
- Agnese Nano : Elena / la fille d'Elena (Director's cut)
  - Brigitte Fossey : Elena adulte (Director's cut)
- Tano Cimarosa : le forgeron
- Nicola Di Pinto (it) : l'idiot du village
- Roberta Lena (it) : Lia
- Nino Terzo (it) : le père de Peppino

## Distinctions

### Récompenses
- 1989 : Grand prix du jury au Festival de Cannes
- 1989 : David di Donatello de la meilleure musique pour Ennio Morricone
- 1989 : Prix du cinéma européen :
  - Meilleur acteur pour Philippe Noiret
  - Prix spécial du jury pour Giuseppe Tornatore
- 1990 : Oscar du meilleur film de langue étrangère
- 1990 : César de la meilleure affiche pour Jouineau Bourduge (Guy Jouineau et Guy Bourduge) et Gilles Jouin
- 1990 : Golden Globe du meilleur film de langue étrangère
- 1990 : Critics' Circle Film Award :
  - Prix de l'acteur de l'année pour Philippe Noiret
  - Prix du film de l'année en langue étrangère
- 1990 : Meilleur film au Festival international du film de Cleveland
- 1990 : Meilleur film de langue étrangère au Mainichi Film Concours
- 1990 : Prix spécial du meilleur jeune acteur de moins de neuf ans dans un film étranger aux Young Artist Awards pour Salvatore Cascio
- 1991 : BAFTA Film Award :
  - Meilleur acteur pour Philippe Noiret
  - Meilleur acteur dans un rôle secondaire pour Salvatore Cascio
  - Meilleur film non anglophone pour Giuseppe Tornatore et Franco Cristaldi
  - Meilleure bande sonore originale pour Ennio Morricone et Andrea Morricone
  - Meilleur scénario original pour Giuseppe Tornatore
- 1991 : Roberts du meilleur film étranger aux Roberts pour Giuseppe Tornatore